# منطقة يانام
يانام رمزها «YA» (بالإنجليزية: Yanam)‏ ، هو تقسيم إداري لدولة الهند تتبع ولاية بونديتشري (بالإنجليزية: Pondicherry)‏ ، مركزها هو مدينة يانام (بالإنجليزية: Yanam)‏ عدد سكانها حسب تعداد سنة 2001 هو 31,362 ، مساحتها 30 كم² وكثافة السكان 1,045 لكل كم² .